# Wa-na-ta
Wa-na-ta o Waneta (1755 - 1848) era el cap dels yanktonai de l'ètnia sioux, en la Guerra de 1812 donà suport als britànics contra els estatunidencs i es posà sota les ordres de Tecumseh, cap dels shawnee. El 1820 planejà atacar Fort Snelling, però fou fet presoner. Aleshores fou aliat dels estatunidencs i considerat gran cap dels dakota fins a la seva mort el 1848.